# تاکشی کاتو
تاکشی کاتو (به انگلیسی: Takeshi Kato) (زادهٔ ۲۵ سپتامبر ۱۹۴۲) ژیمناست اهل کشور ژاپن است.